# (33331) 1998 SY21
(33331) 1998 SY21 est un astéroïde de la ceinture principale d'astéroïdes découvert en 1998.

## Description
(33331) 1998 SY21 a été découvert le 23 septembre 1998 à Višnjan, une municipalité située dans le comitat d'Istrie en Croatie, par l'Observatoire de Višnjan.

### Caractéristiques orbitales
L'orbite de cet astéroïde est caractérisée par un demi-grand axe de 2,35 ua, un périhélie de 1,82 ua, une excentricité de 0,22 et une inclinaison de 6,03° par rapport à l'écliptique. Du fait de ces caractéristiques, à savoir un demi-grand axe compris entre 2 et 3,2 ua et un périhélie supérieur à 1,666 ua, il est classé, selon la JPL Small-Body Database, comme objet de la ceinture principale d'astéroïdes.

### Caractéristiques physiques
(33331) 1998 SY21 a une magnitude absolue (H) de 15,4 et un albédo estimé à 0,612.